# Johanniskirche (Plauen)
Die Johanniskirche in Plauen ist die evangelische Hauptkirche der Stadt. Die Weiheurkunde der Vorgängerkirche im Jahr 1122 ist zugleich die erste urkundliche Erwähnung Plauens. Die ältesten Teile der heutigen Kirche stammen von einem dreischiffigen Basilikabau, der um 1224 begonnen wurde. In der Nordostecke der Kirche befindet sich die Kapelle der Vögte, die 1322 erstmals erwähnt wurde. In einer Gruft unter der Kapelle wurden der Sohn Heinrichs III., des Langen, und seine Frau Agnes von Schwarzburg beigesetzt.
Das Gotteshaus mit zwei 52 Meter hohen Türmen wurde nach mehreren Bränden als gotische Hallenkirche umgebaut.
Bei einem weiteren grundlegenden Umbau der Kirche im Jahr 1815 wurden die Reste der bis dahin noch erhaltenen Innenausstattung entfernt, so dass die Kirche fast keine Originalausstattung mehr hat. Die äußere Form wurde 1885/86 verändert, die Änderungen wurden aber beim Wiederaufbau der im Zweiten Weltkrieg stark beschädigten Kirche von 1951 bis 1963 weitgehend zurückgenommen. Die letzte Grundsanierung erfolgte zwischen 1991 und 2002. Zur heutigen Ausstattung gehören unter anderem ein Altar aus einer Kirche in Neustädtel, eine Kanzel aus der Görlitzer Nikolaikirche und verschiedene Skulpturen und Gemälde, vornehmlich aus dem Bestand des Plauener Vogtlandmuseums. Die 1966 neu gebaute Orgel wurde von 1991 bis 1996 umfassend saniert.
Die Kirche wird von der evangelischen St.-Johannis-Kirchgemeinde Plauen genutzt. Sie gehörte bis 2020 zum Kirchenbezirk Plauen der Evangelisch-Lutherischen Landeskirche Sachsens, der im Kirchenbezirk Vogtland aufgegangen ist.

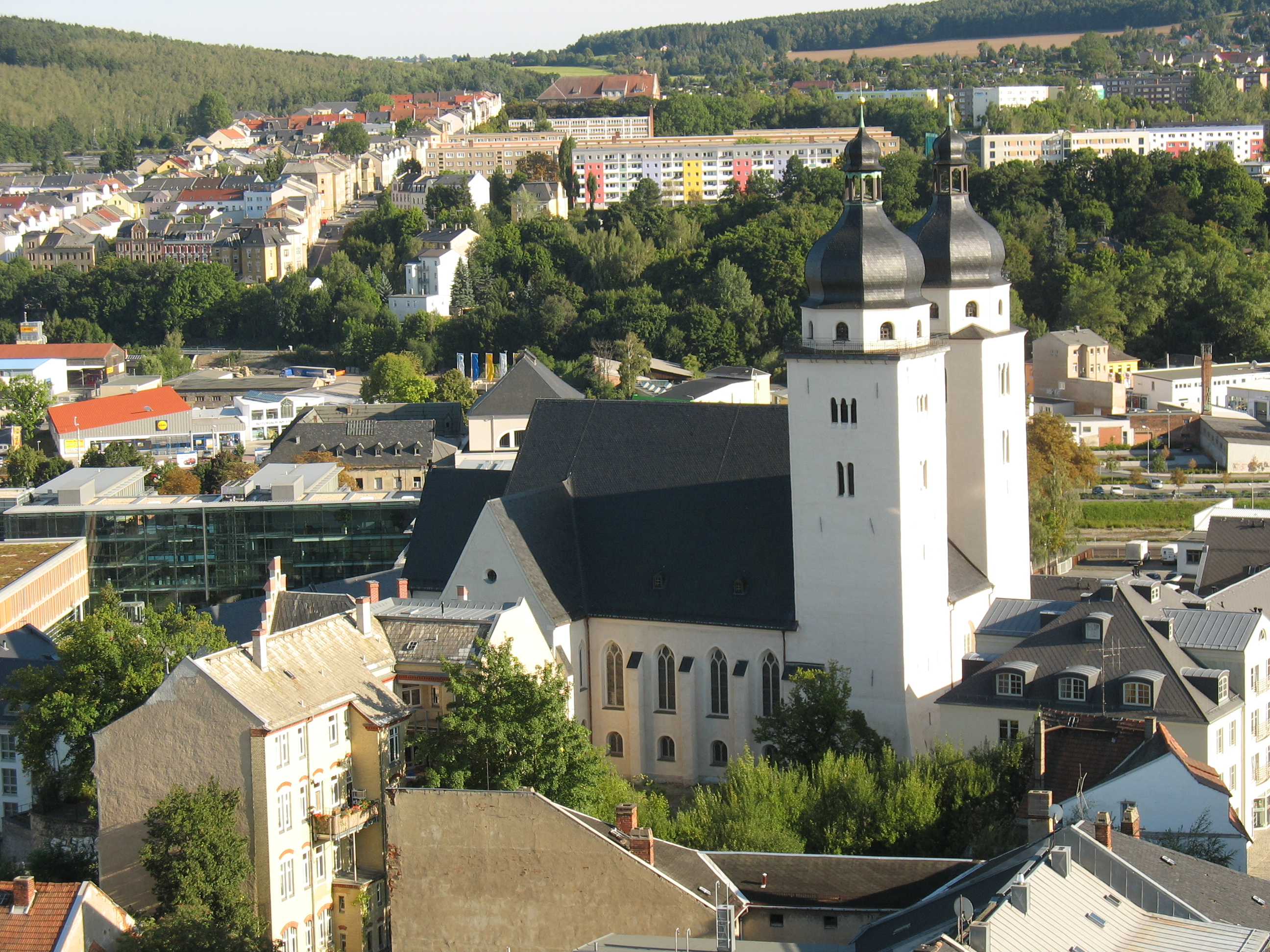
Johanniskirche vom Rathausturm von Nordwesten her gesehen

## Geschichte

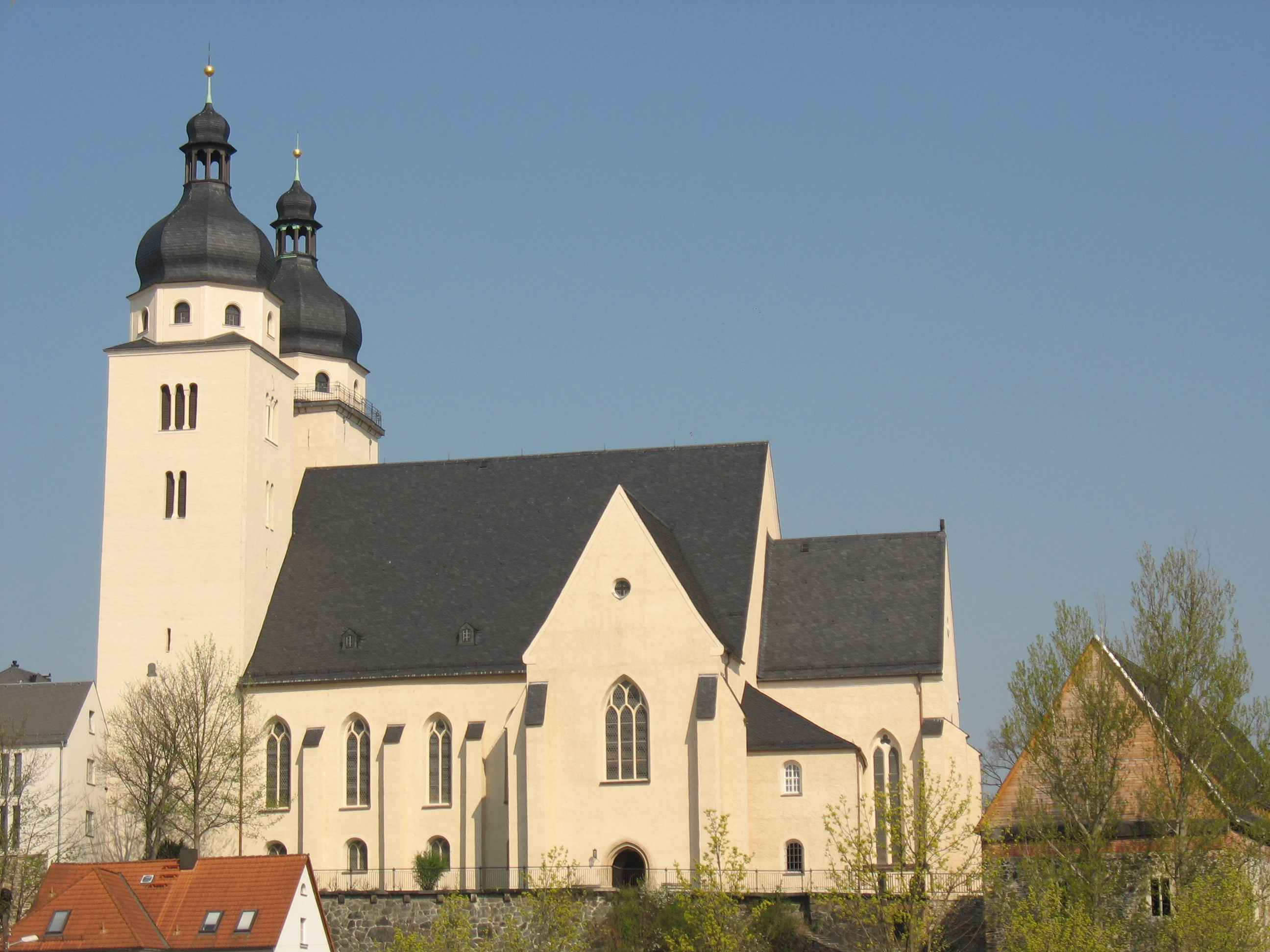
Die Johanniskirche von Süden gesehen

Graf Adalbert von Everstein (auch Eberstein) gründete die Kirche auf einer Anhöhe, an der die Ost- und die Südflanke eines zum Tal der Weißen Elster steil abfallenden Berghanges aufeinandertreffen. Im Jahr 1122 wurde die Kirche von Bischof Dietrich I. von Naumburg „zu Ehren des allmächtigen Gottes, der glückseligen Gottesmutter Maria und des heiligen Johannes des Täufers“ geweiht.
Graf Everstein dotierte die Kirche mit einer Hufe im heutigen Stadtteil Chrieschwitz, bewohnt von vier Smurden, slawischen Unfreien, die als Zinsbauern eingesetzt waren, mit Wald, Wiesen, Hofstätten und dem halben Ertrag einer Mühle an der Weißen Elster. Zugunsten der Kirche verzichtete der Bischof auf den ihm zustehenden Zehnten im Dobnagau. Dafür sicherte er sich das Besetzungsrecht der Pfarre.
Der Sprengel bildete den südlichsten Teil des Bistums Naumburg-Zeitz und grenzte im Süden an das Bistum Regensburg, im Westen an das Bistum Bamberg.
Es gibt keine gesicherten Erkenntnisse darüber, wie das erste Kirchgebäude konstruiert war. In manchen Quellen wird angenommen, dass nur eine kleine Missionskapelle aus Holz oder Fachwerk bestanden habe. Das erscheint jedoch sehr unwahrscheinlich, da die Kirche die Funktion der Gau-Kirche innehatte. 1991 wurde nur wenige Meter südwestlich der Kirche in einem Kirchnerei-Gebäude ein romanisches Sandsteinkapitell aus der Zeit um 1180 gefunden, was ebenfalls dafür spricht, dass die Kirche größer war.

### Die Basilika St. Johannis (13.–16. Jahrhundert)

Rekonstruktion des Grundrisses der Basilika St. Johannis

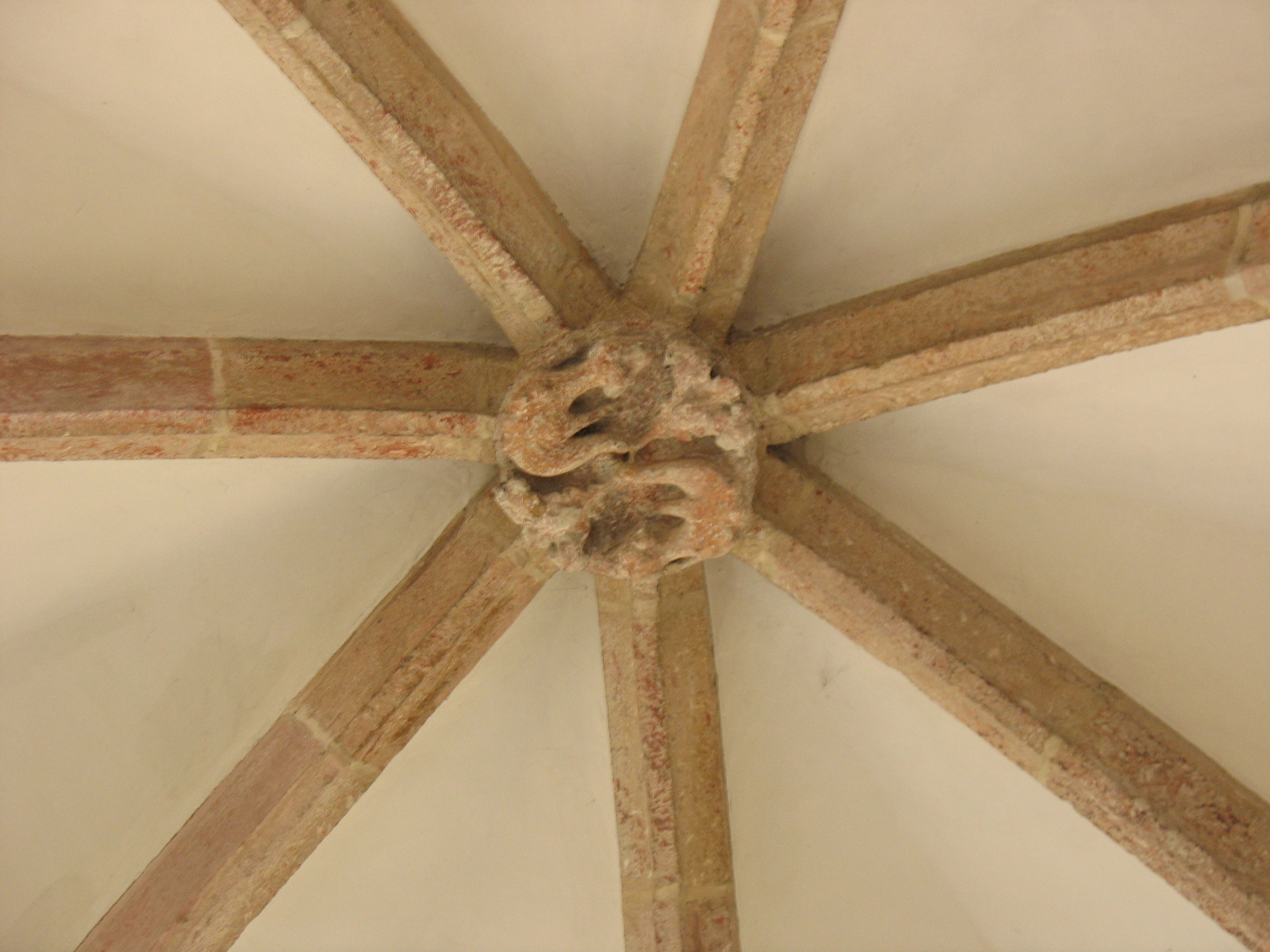
Schlussstein des Gewölbes in der Kapelle der Vögte

Der Deutsche Orden ließ sich wahrscheinlich 1214 in Plauen nieder. 1224 schenkte Vogt Heinrich IV., der Mittlere, dem Orden, dem er später selbst beitrat, die Pfarrkirche und den Dobnagau mit allen Rechten und Gütern. Im Jahr 1244 erwarb der Vogt das Kirchenpatronat und ließ es sich 1281 von Papst Martin IV. bestätigen.
Der Deutsche Orden entwickelte sich in Plauen durch weitere ähnliche Geschenke binnen kurzer Zeit zu einer der mächtigsten Kommenden in der Ballei Thüringen.
Ab 1224 ließ der Orden vermutlich einen Kirchenneubau errichten, von dem wahrscheinlich die noch vorhandenen romanischen Teile stammen. Die Türme mit gekuppelten Rundbogenfenstern haben spätromanische Formen, so dass sie möglicherweise schon um 1230 begonnen wurden. Der restliche Bau zog sich jedoch über mehrere Jahrzehnte hin, so dass auch frühgotische Formen erkennbar sind. An die quadratische Vierung schlossen sich im Norden und Süden das Querhaus, im Westen das Langhaus und die Doppelturmfront und im Osten der rechteckige Chor an. Das Langschiff war verhältnismäßig kurz und im Chor und in den beiden Kreuzarmen fehlten die Apsidenausbauten. Dafür hatte der Chor bereits Strebepfeilerausbauten, was auf eine Fertigstellung nach 1240 hindeutet, da in Deutschland gotische Strebewerke erst ab der Mitte des 13. Jahrhunderts üblich waren.
Auf der Anhöhe mit der Pfarrkirche und den eigentlichen Konventsgebäuden errichtete der Orden einen oberen Komturhof und am Fuße des Felsens einen Wirtschaftshof, den unteren Komturhof. Dieser musste damals, laut einer Urkunde von 1244, in der er als curia inferior (unterer Hof) bezeichnet wird, bereits erweitert werden. Das zeigt, wie schnell die Kommende Plauen wuchs. Der obere Hof bildete die Südostecke der Stadt und war Teil der Stadtbefestigung, während der untere Hof zur Befestigung der Neustadt gehörte.
Querhaus und Chor der Kirche entstanden um 1250. Das Chorgewölbe bestand aus sechs Teilen, deren kehlprofilierte Rippen auf Konsolen ruhten und in einem großen Schlussring endeten. Dies legt die Vermutung nahe, dass sie später eingebaut oder erneuert wurden, da die Einführung dieser Formen erst später erfolgte.
Im Jahr 1264 wurde eine Kapelle Johannes des Evangelisten und 1265 eine Marienkapelle beschrieben. Deren genaue Lage ist noch nicht eindeutig geklärt. Im südlichen Winkel der Kirche zwischen Querhaus und Chor befindet sich ein viereckiger, zweigeschossiger Anbau, der nach dem Chor errichtet wurde, wie ein in der Ostwand verbauter Strebepfeiler belegt. Das Untergeschoss dieses Anbaus, das als Sakristei dient, hat ein zweijochiges Kreuzgewölbe, was darauf hinweist, dass das Gebäude die Marienkapelle sein könnte.
1266 wurde von Leipzig aus ein Dominikanerkloster neben dem Komturhof gegründet. Außerdem stand bis zur Reformation ein Regelhaus der Schwestern der dritten Regel zur Buße des Heiligen Dominikus in unmittelbarer Nähe. Von dieser Einrichtung leitet sich auch der Name Nonnenturm für den einzigen noch erhaltenen Turm der alten Stadtbefestigung ab, obwohl die Schwestern streng genommen keine Nonnen waren.
In einer Urkunde von 1322 findet sich der erste Hinweis auf die Kapelle der Vögte in der Ecke zwischen Chor und Nordquerschiff.
Als 1430 die Hussiten die Stadt Plauen verwüsteten, wurde auch die Kirche teilweise zerstört. 1473 stürzte der Nordturm teilweise ein. Im Jahr 1480 bat der Plauener Stadtrat den Stadtrat von Eger um einen Werkmeister zur Wiederherstellung der beiden Kirchtürme. Die Reparatur der Türme ist für 1530 bezeugt.
Zur Ausstattung der Basilika ist nur wenig überliefert. Aus einer Urkunde aus dem Jahr 1357 geht hervor, dass der Orden 16 Altäre zu versorgen hatte, wobei nicht alle in der Kirche gestanden haben dürften.
Einige Altäre der Kirche sind jedoch in weiteren Urkunden bezeugt. So wird 1263 ein Altar des heiligen Michael und 1266 ein Altar des heiligen Georg erwähnt. Die Kalandbruderschaften, die 1298 urkundlich bezeugt sind, hatten bis zur Reformation einen Altar des heiligen Fabian und des heiligen Sebastian. 1320 gab es einen Altar des Heiligen Kreuzes und 1323 einen Marienaltar. Außerdem wurden ein Altar der heiligen Anna und der heiligen Katharina erwähnt. Keiner der genannten Altäre ist erhalten geblieben.

### Die Stadtkirche St. Johannis seit dem 16. Jahrhundert

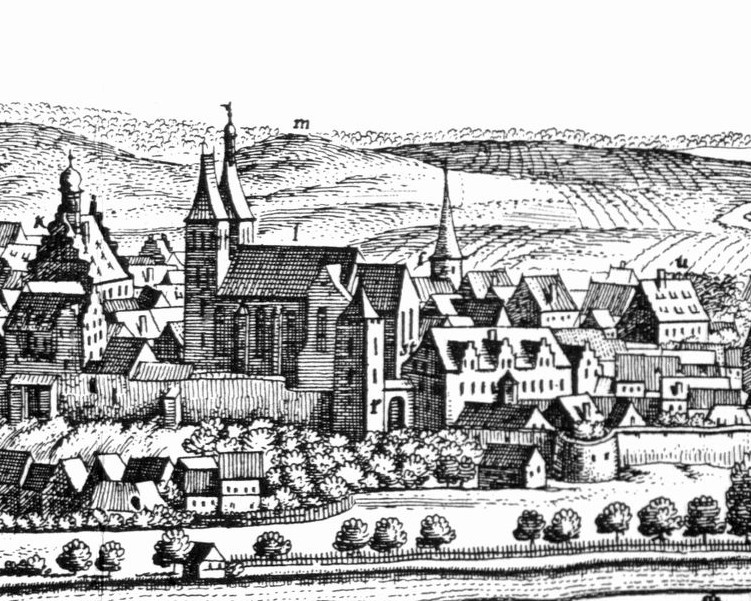
Die Johanniskirche in einem Ausschnitt aus dem Kupferstich der Plauener Stadtansicht von Matthäus Merian aus dem Jahr 1650 in der Topographia Germaniae.

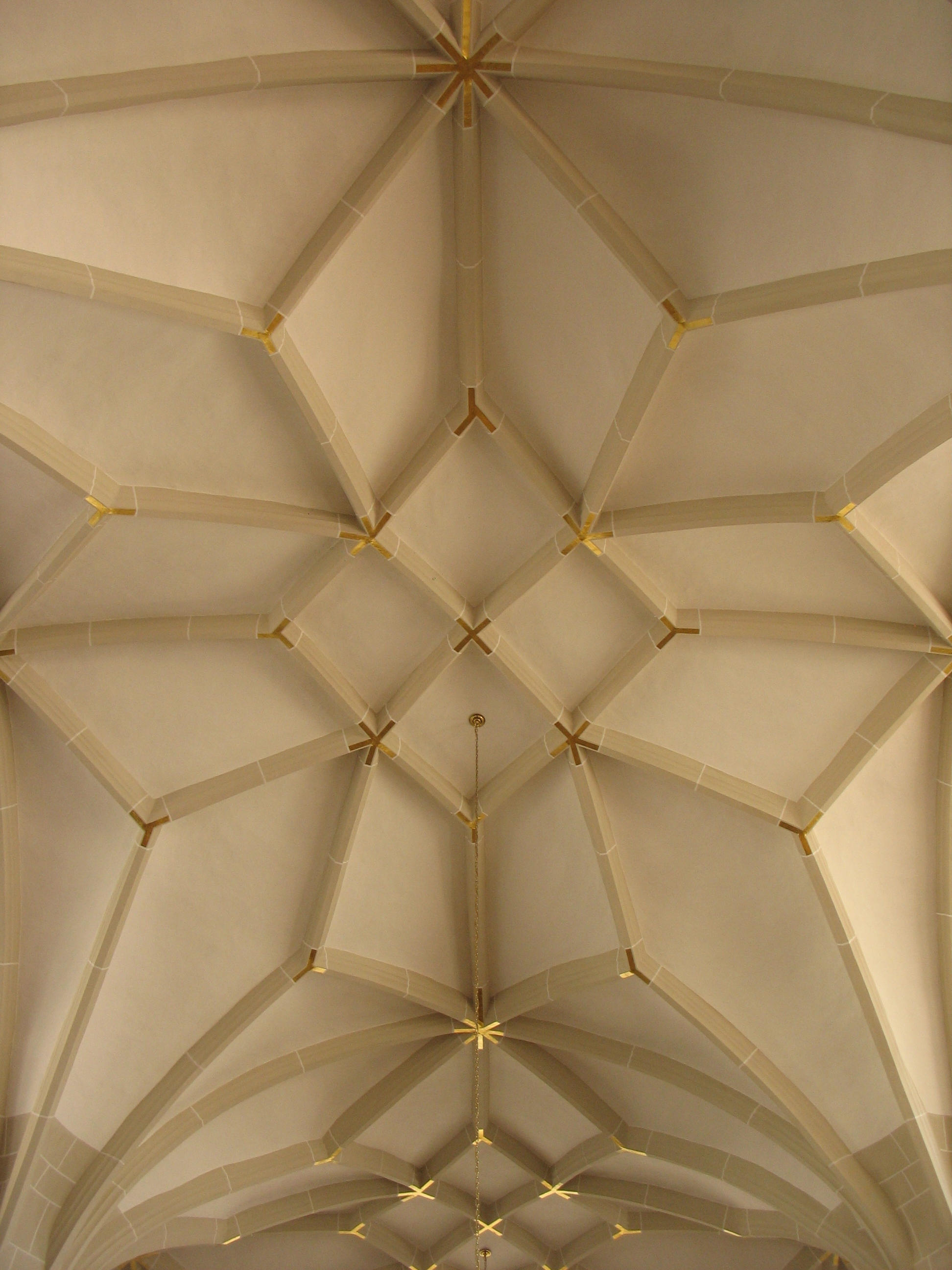
Das Sterngewölbe der Johanniskirche

Zwischen 1529 und 1533 wurde die Reformation in Plauen eingeführt. Der letzte Komtur Georg Eulner soll jedoch schon 1521 im Sinne Luthers gewirkt haben. 1529 wurde er zum Superintendenten und 1533 zum Obersuperintendenten im Vogtland und im Oberkreis in Meißen ernannt. Damit war Plauen die erste Superintendentur Kursachsens.
Der Rat der Stadt hatte schon 1525 Martin Luther zur Auflösung des Dominikanerklosters befragt, es diente seitdem nur noch als Wohngebäude. 1544 wurde das Deutsche Haus, das bis dahin noch formale Selbständigkeit besessen hatte, säkularisiert. 1552 wurde eine Kirchenordnung erlassen. Bis dahin hatte Burggraf Heinrich IV. alle Ansprüche des Deutschen Ordens und auch des letzten katholischen Bischofs von Naumburg-Zeitz, Julius von Pflug, abgewehrt und 1548 ein Konsistorium gegründet, um sein landesherrliches Kirchenregiment durchzusetzen.
Beim großen Stadtbrand von 1548 wurde die Kirche schwer beschädigt und musste wieder aufgebaut werden; dabei kam es zu großen Änderungen am Bauwerk. Durch die Verbindung von Langhaus und Querhaus und die Erhöhung der Seitenschiffmauern entstand die Kirche als dreischiffige Hallenkirche wieder.
Am 16. September erhielt der Plauener Zimmermann Erhard Pener den Auftrag für die Zimmerarbeiten. Aus einer alten Abrechnung für Tagelöhner geht hervor, dass bei den Bauarbeiten störende Schiedmauern und Pfeiler der alten Kirche abgerissen und 1553 die neuen Pfeiler errichtet wurden. Im gleichen Jahr wurde auch der Fußboden gemauert. Im Jahr 1556 erfolgte der Einbau des Sterngewölbes, das von den vier neuen Achteckpfeilern und den Wandpfeilern getragen wird. Dabei wurden die Räume zwischen den Wandpfeilern in die Gesamtwölbung einbezogen, ohne separate Quertonnen einzuwölben. Dadurch entstand eine größere Vereinheitlichung der Raumteile.
Ein Jahr später, im Jahr 1557, erhielten der Schleizer Schieferdecker Cuntz Dhaller und der Zimmermeister Matthes Roth den Auftrag, das Dach mit Schiefer zu decken. Auf das Dach setzte man einen neuen Dachreiter, die Türme erhielten steile Walmdächer, und auf den Nordturm kam vor 1596 der bisherige Dachreiter des Kirchengebäudes.
Ab 1571 wurden die Emporen eingebaut und an den Emporenbrüstungen Tafelmalereien angebracht.
Der Stadtbrand von 1635 beschädigte die Kirche erneut. Beim Wiederaufbau erhielten die Türme Achteckaufsätze mit verschieferten welschen Hauben und offenen Laternen. Der Bau dauerte mehr als zehn Jahre; ihn leitete der Thossfeller Zimmermeister Hans Schössing.
Da 1775 der Nordturm erneut einsturzgefährdet war, holte der Stadtrat verschiedene Gutachten ein. Nach dem Rat von Oberlandbaumeister Christian Friedrich Exner wurde die Nordwestecke untermauert und abgestützt.
1815 wurde die Kirche unter der Leitung des Superintendenten Tischer instand gesetzt. Der Schwerpunkt lag auf dem Innenraum. Dem damaligen Zeitgeist entsprechend beseitigte man sämtliche kunsthandwerklichen Elemente und übermalte alte Bemalungen. Unter anderem wurde ein von Wolfgang Krodel 1562 gemaltes Epitaph für den Burggrafen Heinrich IV. entfernt, das 1567 aufgestellt worden war. Eine verkleinerte Kopie befand sich früher im Schloss Burgk und wird jetzt im Vogtlandmuseum Plauen aufbewahrt. Die Kopie ist 85 Zentimeter hoch und 75 Zentimeter breit und zeigt im Mittelteil den betenden Burggrafen, kniend vor der Südseite der Stadt Plauen. Es ist die älteste erhalten gebliebene Darstellung der Stadt. Die Kopie zeigt auch die geschnitzte Umrahmung des Epitaphs mit Wappen und Renaissancefüllwerk sowie einer Inschriftentafel.
In der Südwestecke des Chores wurde eine klassizistische Kanzel installiert. Eine frühere Kanzel von 1640 enthielt Schnitzereien des Schneeberger Bildhauers Johann Böhme. Auch Altar und Taufstein wurden ersetzt. Friedrich Matthäi schuf für den neuen Bildaltar das Gemälde der Einsetzung des Abendmahls.

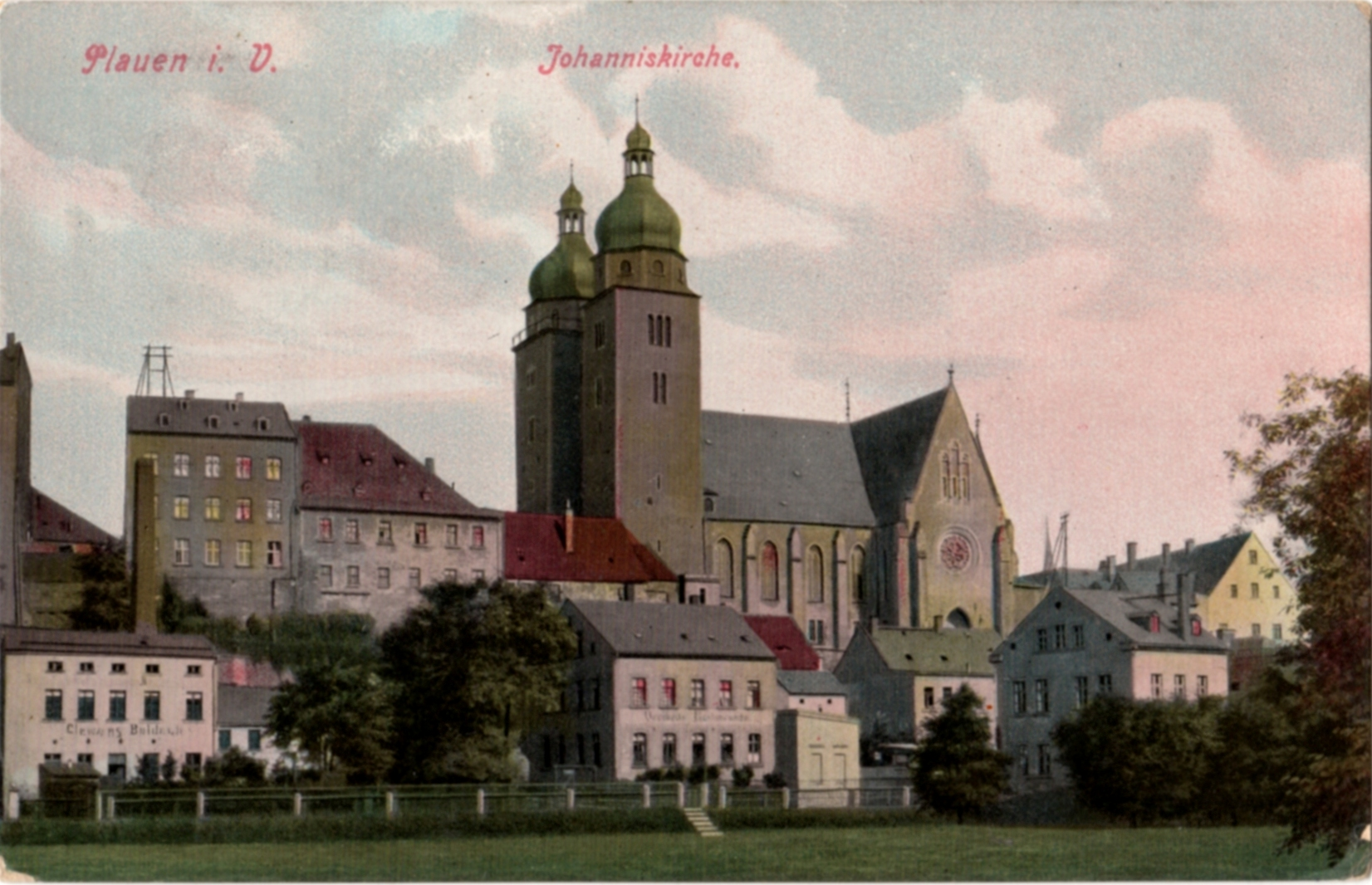
Ansicht um 1900, nach dem (inzwischen weitgehend zurückgenommenen) Umbau in den 1880er Jahren

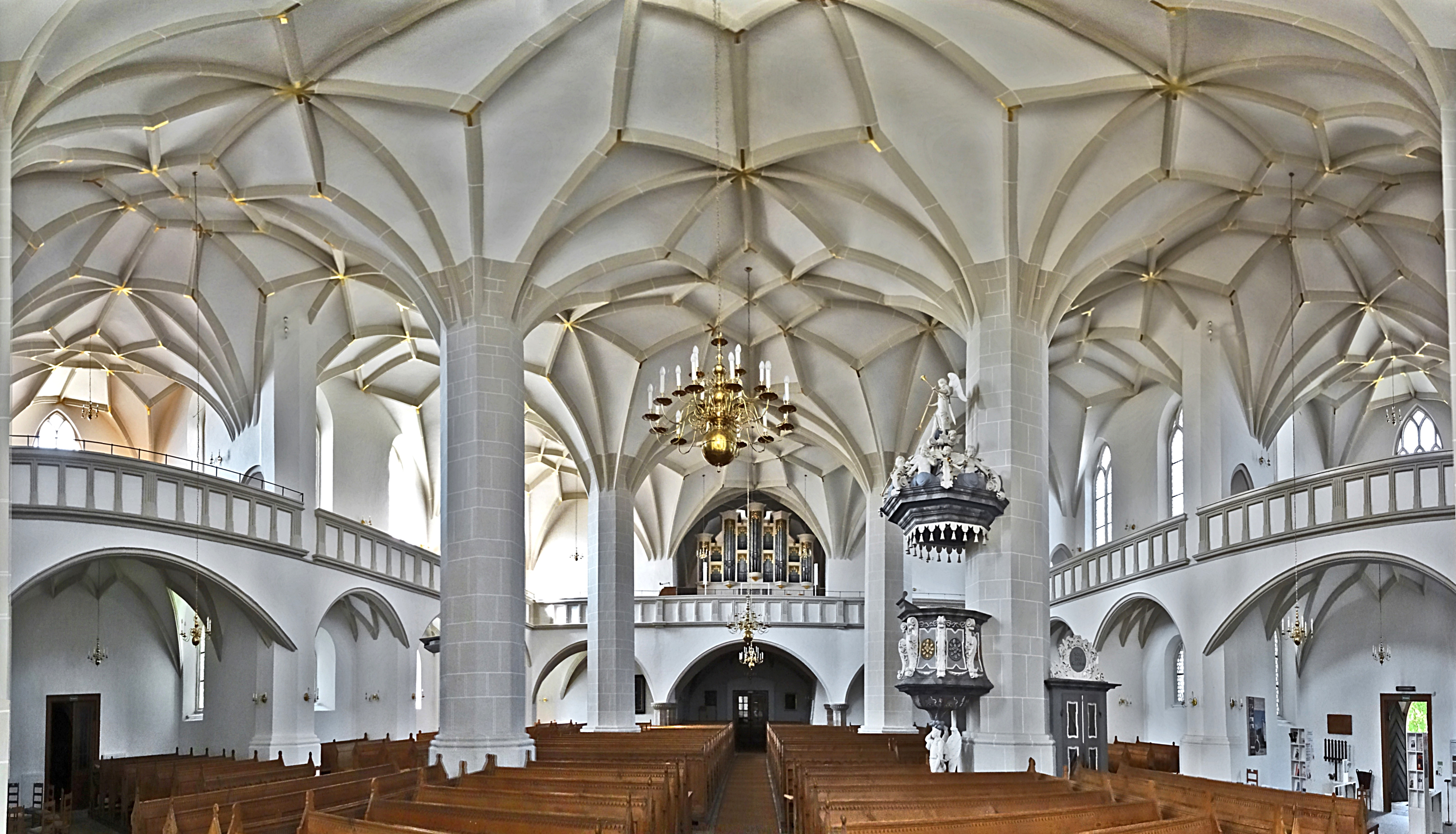
Innenansicht der Johanniskirche

Ein grundlegender Umbau in den Jahren 1885 und 1886 veränderte auch die äußere Erscheinung der Kirche. Der Architekt Carl Emil Löwe (1843–1904) aus Plauen plante und leitete den Umbau. Dabei wurde der Giebel des Chors erhöht und damit Chor und Kirchenschiff unter einem Dachfirst vereinigt. Das Querhaus wurde auf beiden Seiten um 3,50 Meter verlängert und ebenfalls bis zur gemeinsamen Firsthöhe erhöht. Die Giebel des Querhauses wurden mit neugotischen Fensterrosen ausgestattet. Bei den Bauarbeiten wurden auch die vielen äußeren Anbauten und die mehrgeschossigen hölzernen Logen und Emporen im Inneren abgebaut und die profilierten Kämpfer an den Achteckpfeilern entfernt.
Man ersetzte das Eingangsportal aus dem 14. Jahrhundert zwischen den Türmen an der Westfront durch ein neugotisches Portal.
1912/13 erfolgte unter der Leitung des Stadtbaurates Wilhelm Goette eine erneute Innenraumsanierung, wobei Otto Gussmann die farbige Ausgestaltung entwarf. Bis zu dieser Zeit wohnte ein Türmer auf dem Nordturm. Die Kanzel von 1815 wurde bei der erneuten Renovierung durch eine neugotische ersetzt.
Plauen entwickelte sich bis zum Ende des 19. Jahrhunderts zur größten protestantischen Parochie im Königreich Sachsen. Das führte dazu, dass seit 1893 fünf weitere Kirchgemeinden im Plauener Stadtgebiet gegründet wurden (Luthergemeinde, Paulusgemeinde, Markusgemeinde, Christusgemeinde und Michaelisgemeinde).
Die Bombardierungen Plauens im Zweiten Weltkrieg beschädigten die Kirche 1945 schwer. Das Dach wurde völlig zerstört, der Südturm brannte aus. Unmittelbar nach dem Krieg begannen erste Sicherungsmaßnahmen, und 1951 nahm die Gemeinde den Wiederaufbau unter der Leitung des Architekten Johannes Höra aus Bad Elster in Angriff. Mit Unterstützung des Instituts für Denkmalpflege wurden die Veränderungen von 1885/86 weitgehend zurückgenommen. Dies umfasste die Wiederherstellung der Staffelung der Firsthöhen, die Entfernung des neugotischen Dekors sowie die Wiederöffnung des vermauerten Ostfensters und seine Ausstattung mit frühgotisch geformtem Maßwerk. Die Verlängerungen des Querhauses wurden zwar beibehalten, doch erhielten die Querhausgiebel Spitzbogenfenster mit Ziegelmaßwerk. Auch die Portale wurden wieder mit gotischen Profilierungen versehen. Im Inneren wurde die farbige Ausgestaltung entfernt und durch einen weißen Anstrich ersetzt. Der Chor erhielt wenige farbliche Gliederungen. Die Kapelle der Vögte wurde weitgehend in den alten Zustand versetzt, wobei die Fenster ebenfalls mit Maßwerk ausgestattet wurden. 1959 fand die Neuweihe der Kirche statt. Allerdings waren zu diesem Zeitpunkt die Arbeiten noch nicht abgeschlossen. Erst 1963 konnte die Renovierung mit dem Aufsetzen der Kuppel des Südturmes abgeschlossen werden.
In der Wendezeit 1989/90 fanden in der Kirche zentrale Friedensandachten statt. Der damalige Superintendent Thomas Küttler war maßgeblich dafür verantwortlich, dass die erste Großdemonstration in Plauen am 7. Oktober 1989 weitgehend friedlich verlief. Für seinen Einsatz wurde ihm 1990 die Ehrenbürgerschaft Plauens verliehen.
Von 1991 bis 2002 erfolgte eine erneute grundlegende Sanierung der Kirche, bei der sie innen und außen instand gesetzt wurde. 2006 schloss sich die Generalüberholung des Altars an. Im Rahmen der Erneuerung der Glocken musste 2012 auch der Nordturm erneut stabilisiert werden, um überhaupt ein neues Geläut betreiben zu können.

## Baubeschreibung

### Kirche

Der Grundriss der Johanniskirche (derzeitiger Zustand)

Die Johanniskirche ist eine gotische Hallenkirche, die in der üblichen Ausrichtung mit dem Altarraum nach Osten errichtet wurde.
Die Grundmaße des Baus beruhen auf einem Ellenmaß von etwa 54 Zentimetern. Die Seiten der quadratischen Vierung haben eine Länge von 15 Ellen (8,10 Meter). Dazu kommt eine Mauerstärke von 2 Ellen (1,08 Meter), so dass sich für den Chor ein Außenmaß von 19 Ellen (10,26 Meter) ergibt. Das Langschiff hat innen eine Länge von rund 28 Metern und eine Breite von etwa 24 Metern. Das Querschiff war ursprünglich nur etwa 4 Meter breiter, wurde aber beim Umbau 1885 um zusätzliche 3,50 Meter erweitert. Die Höhe des Innenraumes beträgt etwa 12 Meter und ist im Verhältnis zu vergleichbaren Kirchen relativ gering.
Das Sterngewölbe ruht auf vier achteckigen Pfeilern, die recht massiv wirken, da die Seitenflächen nicht ausgekehlt sind. Es entwickelt sich von einem viereckigen Stern zu einem Achteckstern, ohne dass Rippenüberschneidungen oder Kurvenrippen auftreten. Die Rippen selbst bestehen aus Formziegeln mit spätgotischer Profilierung.
Die Emporen sind mit je zwei Stichbögen zwischen die Wandpfeiler gespannt und mit halbhohen Wandpfeilern zusätzlich abgestützt, die mit Kapitellen versehen sind. An der Emporenunterseite befinden sich doppelt gekehlte Rippen aus Formziegeln. Unter den Emporen sind kleine Rundbogenfenster und darüber hohe Spitzbogenfenster angebracht.
Die Türme sind mit einer Grundfläche von 8,30 × 8,80 Metern annähernd quadratisch und haben Achteckaufsätze und verschieferte Welsche Hauben mit offenen Laternen. Die Mauerdicke beträgt unten etwa 2,30 Meter und nimmt nach oben absatzweise ab. Bis zum Hauptsims haben die Türme eine Höhe von etwa 32 Metern, bei einer Gesamthöhe von 52 Metern. Der Südturm stammt noch aus der Zeit der Basilika, während der Nordturm später wieder aufgebaut wurde. Zwischen den Türmen befindet sich ein Sterngewölbe.

### Die Kapelle der Vögte

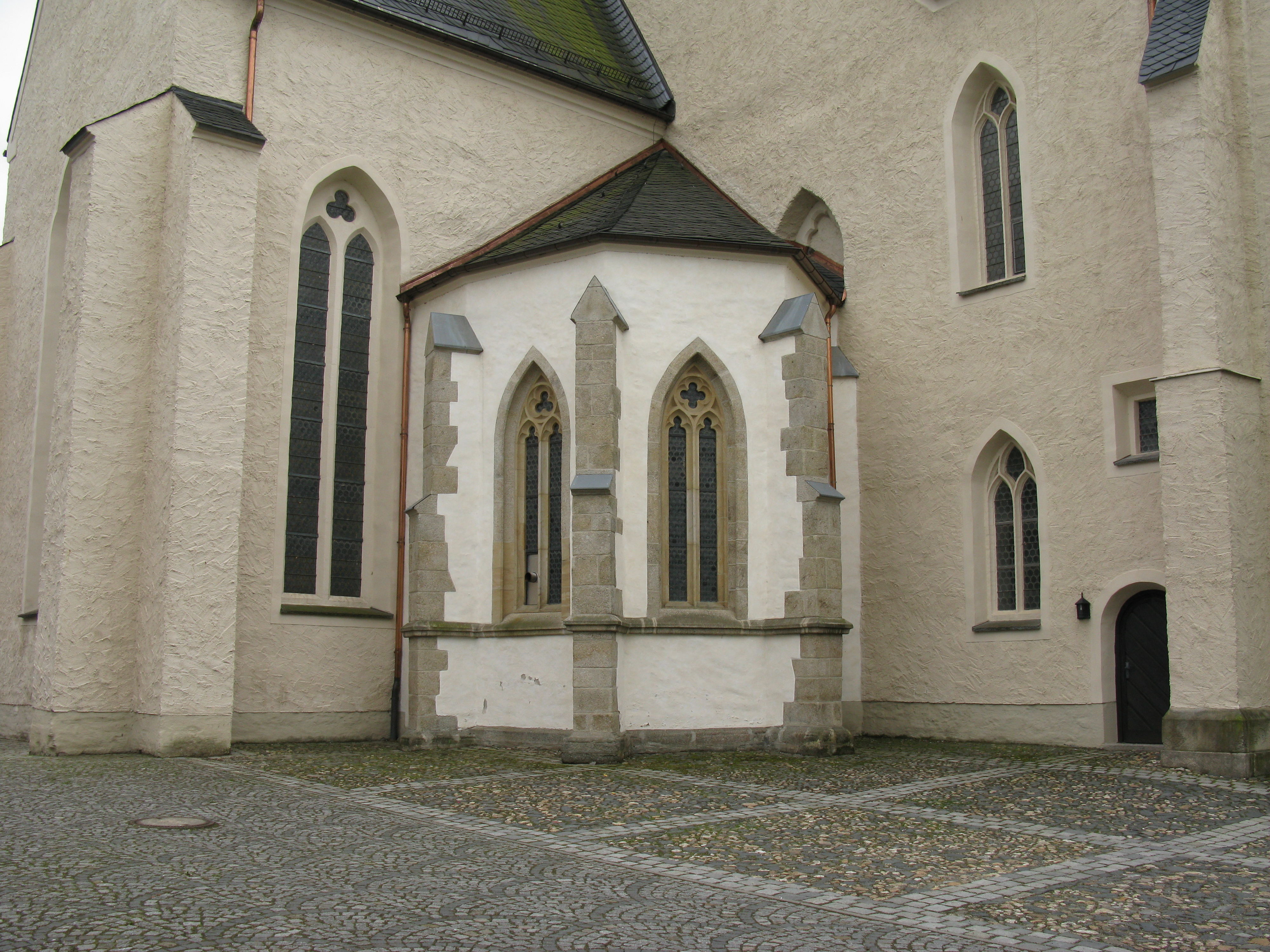
Die Kapelle der Vögte von außen

Die Kapelle der Vögte ist ein Anbau an die Hauptkirche. Die als siebeneckiges Polygon angelegte Kapelle steht an der Nordostecke und kann über den Chor betreten werden. Sie wurde 1322 erstmals erwähnt, als Vogt Heinrich III., der Lange und seine Söhne einen Altar stifteten. Sie hat ein siebenteiliges Sterngewölbe, dessen einfachgekehlte Rippen in den Wandecken in Halbrunddiensten und einfachen kelchförmigen Kapitellen auslaufen. Der Schlussstein ist mit stilisiertem Laub und Fabeltieren verziert. Unter der Kapelle wurde 1953 bei Grabungen eine Gruft freigelegt, die in den 1340er Jahren nachträglich eingebaut worden war. Bei der Entdeckung wies sie grobe Störungen auf; sie enthielt einen Kopf- oder Kissenstein aus Sandstein mit den Inschriften (oben): REQUIESCANT IN P(AC)E, (links): HENR(ICUS) FILI(US) LONGI ADVOCATI und (rechts): AGNES COMETISSA DE SWARZBURG. Demzufolge wurden dort der Sohn Heinrichs III., des Langen, und seine Frau Agnes von Schwarzburg beigesetzt. Der Stein befindet sich heute im Vogtlandmuseum Plauen.
Beim Wiederaufbau der Kirche nach dem Zweiten Weltkrieg wurden zwei Sandsteinreliefs in der Kapelle angebracht, die vorher möglicherweise Bestandteil eines Altars waren. Das eine Relief zeigt die Verkündigung an Maria, das andere die Geburt Jesu.

## Ausstattung
Die alte Ausstattung, die seit dem Mittelalter gewachsen war, wurde bei der Innenerneuerung im Jahr 1815 komplett entfernt, so dass sich keine Originalausstattung mehr in der Kirche befindet. Der größte Teil der vorhandenen Ausstattung wurde beim Wiederaufbau nach dem Zweiten Weltkrieg eingebracht.

### Altar

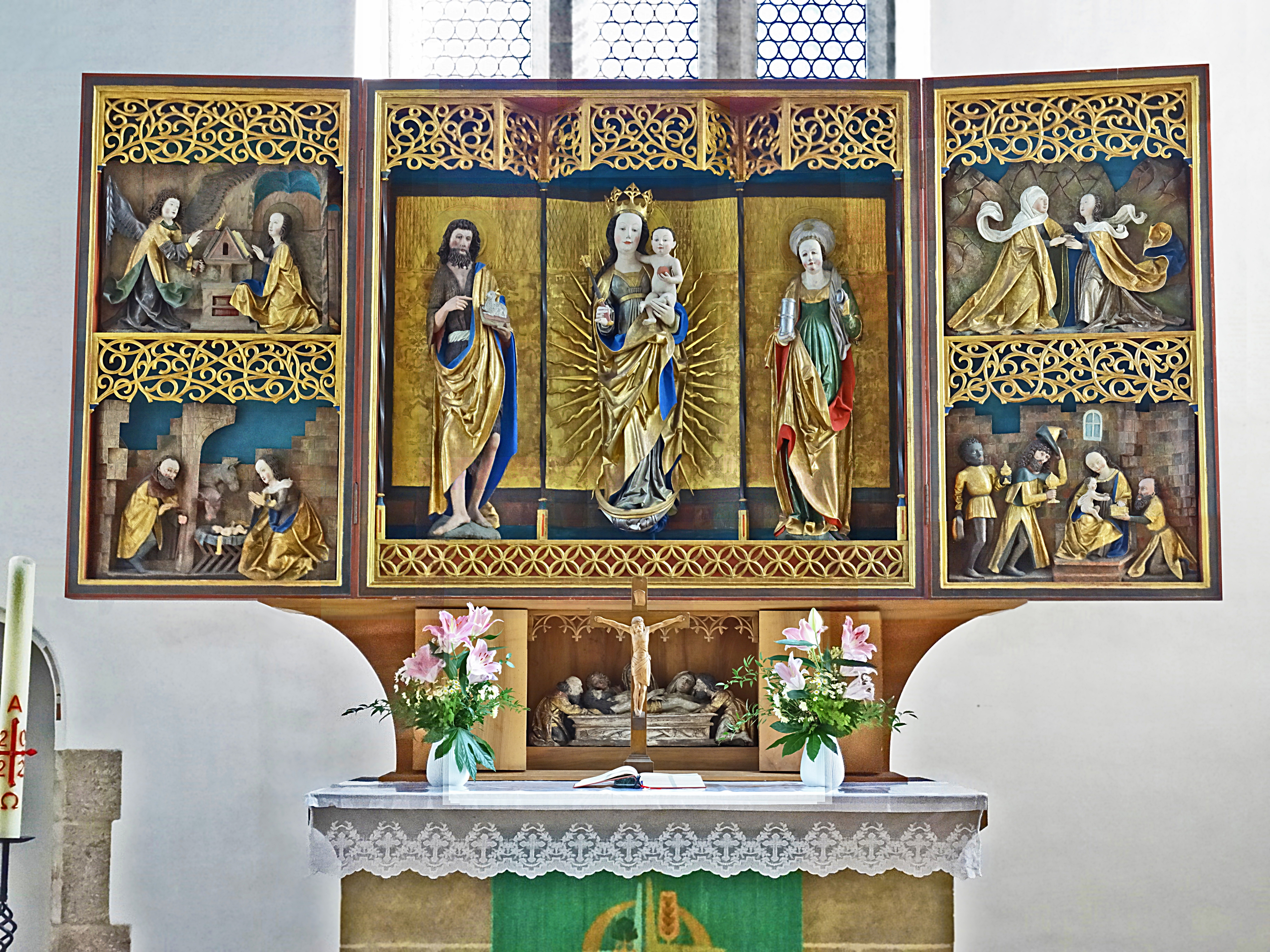
Der spätgotische Marienaltar

Die spätgotischen Schnitzwerke des Altars aus dem frühen 16. Jahrhundert stammen mehrheitlich aus der Kirche Zu unserer lieben Frauen im Schneeberger Ortsteil Neustädtel. Sie wurden zusammen mit einem Relief der Grablegung Christi eines unbekannten Meisters in einem neuen Gehäuse untergebracht. Es ist ein Flügelaltar, in dessen linkem Flügel oben die Verkündigung an Maria und unten die Geburt Jesu dargestellt sind. Im Mittelschrein steht eine Mondsichelmadonna, die links von einer Statue Johannes des Täufers und rechts von einer Figur der Maria Magdalena flankiert wird. Auf dem rechten Flügel ist oben die Heimsuchung Mariens und unten die der Anbetung der Heiligen Drei Könige dargestellt. In die Predella unter dem Mittelschrein ist ein Relief der Grablegung Christi eingearbeitet, das separat zu den Flügeln des Altars mit einer ungeschmückten Klappe verschlossen werden kann. 2005 wurde der Altar restauriert.
Bis zur Umgestaltung im Jahr 1815 stand in der Kirche ein Steinaltar des Freiberger Künstlers Andreas Lorentz aus der Zeit vor 1569. Zwei Sandsteinreliefs, heute in der Kapelle der Vögte, könnten von diesem Altar stammen. Ab 1816 hatte ein Gemälde des Direktors der Dresdner Akademie der Künste, Johann Friedrich Matthäi, als Altarbild gedient, das die Einsetzung des Heiligen Abendmahls darstellte.
Unter dem Altarbereich befindet sich eine Gruft, in der Burggraf Heinrich IV. begraben liegt. Seit 1607 ist dort auch die Frau seines Sohnes Heinrich V., Dorothea Katharina von Brandenburg-Ansbach, bestattet. Obwohl sie schon 1604 gestorben war, wurde sie auf Betreiben ihres Großcousins, Kurfürst Christian II., umgebettet. Mit ihr wurden zwei kleine Söhne bestattet.

### Kanzel

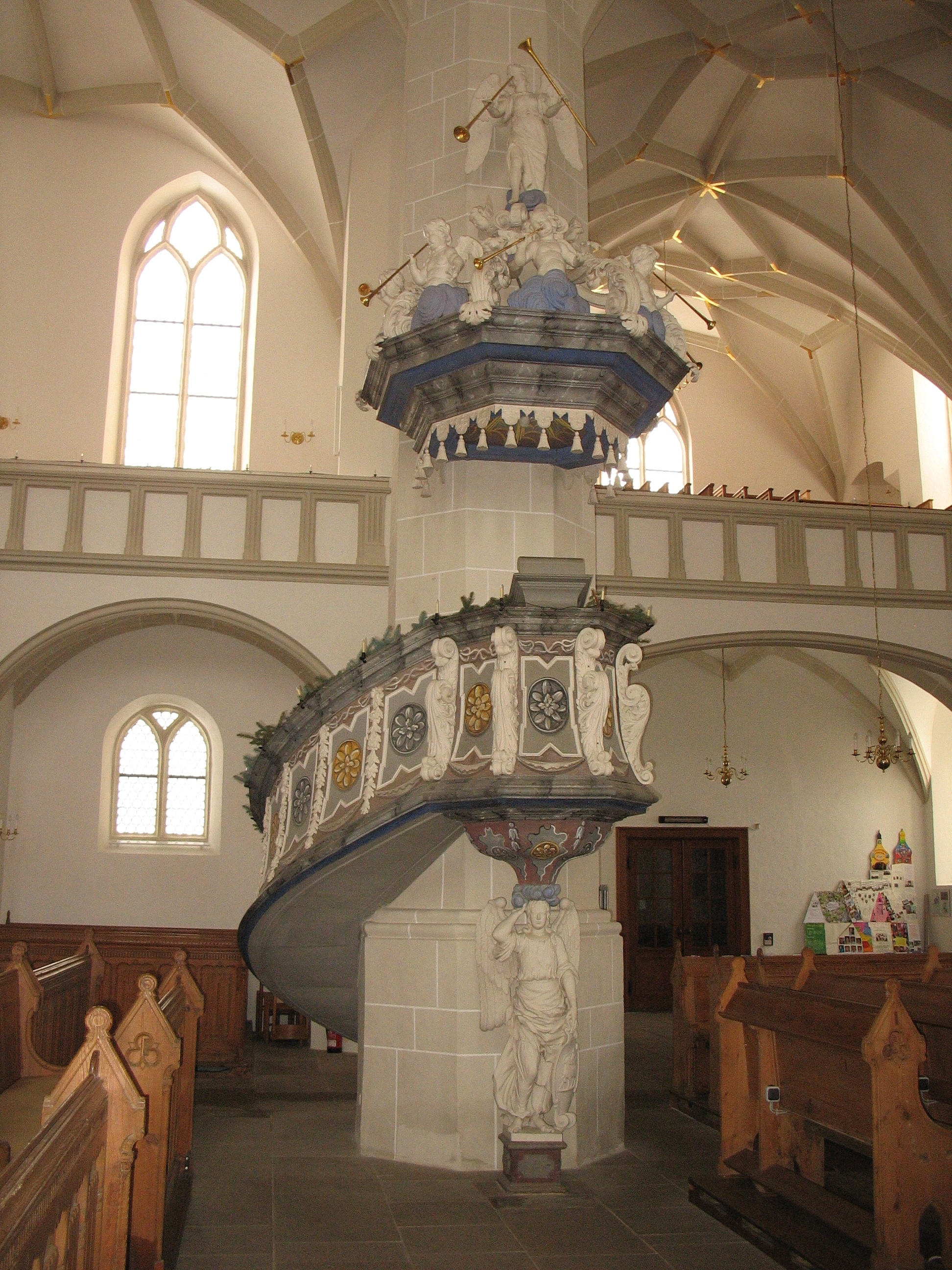
Die Kanzel der Johanniskirche

Die Kanzel an einem Pfeiler im nordöstlichen Mittelschiff stammt aus der Nikolaikirche Görlitz und wurde vor der Anbringung in der Johanniskirche umfassend restauriert. Das barocke Werk schuf vermutlich der Görlitzer Bildhauer Caspar Gottlob von Rodewitz in der Zeit zwischen 1717 und 1721. Den achteckigen Korb trägt ein stehender Engel mit der rechten Hand über dem Kopf. In der linken Hand hält er einen Schild mit dem Osterlamm. Der Engel selbst steht auf einem niedrigen quadratischen Sockel.
Auf dem Schalldeckel schweben fünf weiße Engel mit goldenen israelitischen Trompeten auf blauen Wolken, so dass nur die Oberkörper sichtbar sind. Über ihnen steht ein weiterer Engel mit zwei Trompeten auf einer blauen Wolke, an der rechts und links zwei weitere weiße Engelsköpfe angebracht sind. Auf der Unterseite des Schalldeckels ist der Heilige Geist in Gestalt einer Taube mit Strahlenkranz über dem Prediger dargestellt. Der Aufstieg zur Kanzel ist durch eine Tür verschlossen, über der in einem barocken Ornament die Worte Soli Deo Gloria (Einzig Gott zur Ehre) angebracht sind.

### Gemälde und Skulpturen
In der Kirche stehen zwei Barockfiguren des Elsterberger Bildhauers Christian Preller. Die eine stellt Mose dar, die andere Paulus. Die Figuren stammen, wie das spätgotische Kruzifix eines unbekannten Künstlers, das an der südlichen Chorwand angebracht ist, aus dem Bestand des Plauener Vogtlandmuseums.
Ein Gemälde in der Kapelle der Vögte aus der Zeit um 1725 zeigt die Taufe Jesu. Dabei wurde die Szene vor eine Stadtansicht von Plauen verlegt. Über der Stadt sind Gott der Vater in Gestalt eines weißhaarigen, bärtigen Mannes und der Heilige Geist als Taube in einer Wolke dargestellt. Das Gemälde ist einer der wenigen erhaltenen Kunstgegenstände der Johanniskirche.
Ebenfalls aus dem Inventar der Johanniskirche stammt das Bildnis des Superintendenten Gustav Landmann, das 1896 von dem Dresdner Künstler Robert Sterl geschaffen wurde.

### Auferstehungsfenster
Anlässlich des 900-jährigen Jubiläums der Kirchweihe beauftragte der Kirchenvorstand den Leipziger Künstler Michael Triegel für die Neugestaltung des Hauptfensters im Altarraum. Das dreiteilige Fensterbild zeigt auf der linken Seite Adam und Eva, als Protagonisten der Menschheit vor Christi Geburt, im Zentrum Jesus mit der Osterfahne und auf der rechten Seite eine hölzerne Gliederpuppe.
Das Auferstehungsfenster wurde zu Ostern 2023 eingeweiht.

## Orgel
Der erste erhaltene Hinweis auf das Vorhandensein einer Orgel datiert aus dem Jahr 1492. In einem Schreiben werden die Regelungen zum Dienst des Organisten und seine Bezahlung beschrieben. Spätere Berichte finden sich wieder für die Jahre 1529 und 1533, ohne dass es genauere Beschreibungen der Orgel gibt. Nach dem großen Stadtbrand von 1548 wird ein Orgelneubau durch einen unbekannten Meister erwähnt, der 1558 fertiggestellt wurde.
1586 erfolgte ein Umbau der Orgel mit Hauptwerk, Rückpositiv und Pedal durch Esaias Prell. In den folgenden Jahrzehnten wurde die Orgel mehrfach repariert, bevor sie 1635 ein weiterer Stadtbrand vernichtete.
Am 8. November 1650 wurde als Ersatz ein Instrument von Jacob Schedtlich aus Joachimsthal gekauft, das sein Sohn Andreas gebaut hatte. Die Orgel, die auf der südlichen Seitenempore installiert wurde, hatte zwei Manuale, Pedal, 24 Register, Heerespauke, Vogelgesang, drei Windladen und acht Blasebälge.
Von 1814 bis 1816 errichtete Friedrich Wilhelm Trampeli aus Adorf eine Orgel auf der Empore über dem Westausgang. Sie verfügte über zwei Manuale (C–f3), ein Pedal (C–d1), 30 Register (14/11/5), Manual- und Pedalkoppel, Calcantenzug, sechs Windladen und vier Spanbälge. Am 22. Oktober 1815 wurde die Orgel geweiht, aber bereits zehn Jahre später für unbrauchbar erklärt. Die Aufforderung zur Nachbesserung wies Trampeli mit dem Verweis auf die kurze Bauzeit und seine geringe Erfahrung (es war erst seine zweite Orgel) zurück. Es folgten mehrmals Nachbesserungen, unter anderem 1834/35 durch Johann Gottlob Mende.
Ab 1875 wurden die Bemühungen um eine neue Orgel verstärkt. Sie endeten 1886 mit dem Einbau eines Instruments von E. F. Walcker & Co. aus Ludwigsburg. Das 450. Werk des Unternehmens hatte 3 Manuale, Pedal, Kegelladen und 38 Register. Die Prüfung durch den Hofkapellmeister Wilhelm Stade am 11. Oktober 1886 bestätigte, dass es sich um ein „vorzügliches“ Instrument handelte, so dass der Weihe am 24. Oktober 1886 nichts mehr im Wege stand. Im Jahr 1899 folgten die Installation eines elektrischen Motors und 1912 die Erweiterung auf 55 Register sowie der Einbau einer elektro-pneumatischen Traktur. Die Orgel war seit einem Luftangriff am 26. März 1945 unspielbar; 1955 wurde sie abgebaut und nach Dresden gebracht.
Die heutige Orgel baute unter Verwendung brauchbarer Teile des Vorgängerinstruments von 1958 bis 1966 die Werkstatt Jehmlich aus Dresden, die die Orgel von 1991 bis 1996 auch sanierte. Das Instrument ist mit drei Manualen, Schwellkasten und Pedal ausgestattet und verfügt über 48 Register, Schleifladen sowie elektro-pneumatische Traktur. Die 113 Prospektpfeifen sind in 13 Feldern angeordnet.
Seit 1996 hat die Orgel folgende Disposition:
| I Hauptwerk C–a3 |        |
| Prinzipal        | 16′    |
| Oktave           | 08′    |
| Oktave           | 04′    |
| Rauschwerk II    |        |
| Scharf III       |        |
| Großmixtur V–VI  |        |
| Trompete         | 08′    |
| Clarine          | 04′    |
|                  |        |
| Schwellbar:      |        |
| Bordun           | 16′    |
| Viola da Gamba0  | 08′    |
| Rohrflöte        | 08′    |
| Gemshorn         | 04′    |
| Waldflöte        | 02′    |
| Larigot          | 01 ⁄3′ |
| Zink IV          |        |
| Tremulant        |        |

| II Oberwerk C–a3   |        |
| Quintatön          | 16′    |
| Prinzipal          | 08′    |
| Spitzflöte         | 08′    |
| Gedackt            | 08′    |
| Oktave             | 04′    |
| Rohrflöte          | 04′    |
| Nasard             | 02 ⁄3′ |
| Oktave             | 02′    |
| Schwiegel          | 01′    |
| Terz (repetierend) | 04⁄5′  |
| Zimbel II–III      |        |
| Mixtur III–IV      |        |
| Rohrschalmei       | 08′    |
| Tremulant          |        |

| III Brustwerk C–a3  |        |
| Quintatön           | 08′    |
| Spitzgedackt        | 08′    |
| Weitprinzipal       | 04′    |
| Salicional          | 04′    |
| Blockflöte          | 02′    |
| Quinte              | 01 ⁄3′ |
| Klingende Zimbel IV |        |
| Musette             | 16′    |
| Tremulant           |        |

| Pedal C–f1    |         |
| Prinzipal     | 16′     |
| Subbaß        | 16′     |
| Quinte        | 10 2⁄3′ |
| Oktave        | 08′     |
| Baßflöte      | 08′     |
| Oktave        | 04′     |
| Nachthorn     | 02′     |
| Großkornett V |         |
| Mixtur V      |         |
| Posaune       | 16′     |
| Trompete      | 08′     |
| Clarine       | 04′     |

- Koppeln:

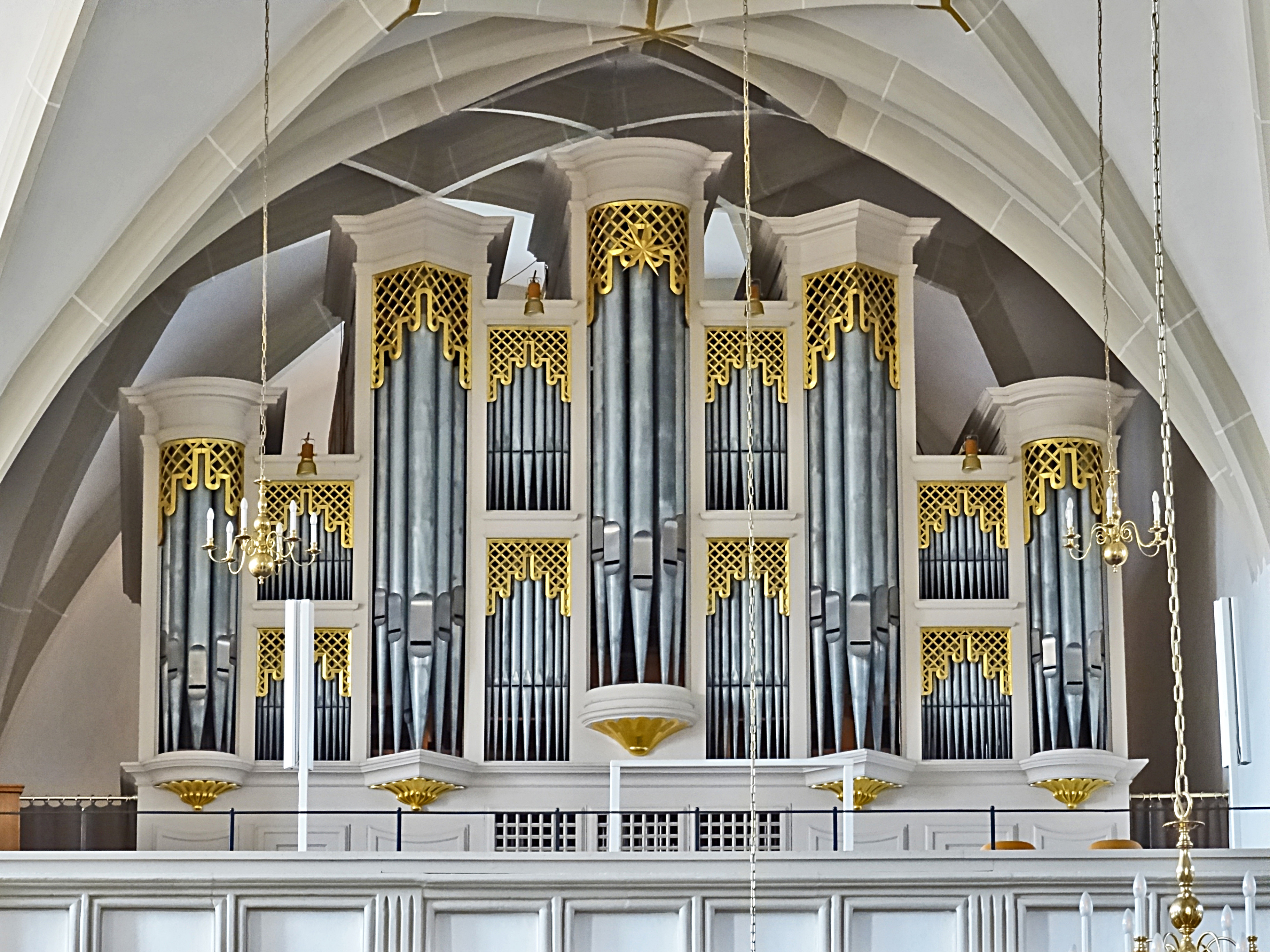
Orgel der Johanniskirche von 1966

  - Manualkoppeln: II/I, III/I, III/II
  - Pedalkoppeln: I/P, II/P, III/P
  - Superoktavkoppeln: II/I, III/II
  - Suboktavkoppeln: III/II
  - Generalkoppel auch als Tritt
- Zimbelstern
- Spielhilfen: Rohrwerke ab, Handregister ab, Tutti, 4 freie Vorbereitungen, Crescendo, Crescendo ab, Schweller, Koppeln auch als Fußtritt, Manual 16′ ab

## Glocken

### Geschichte der Glocken

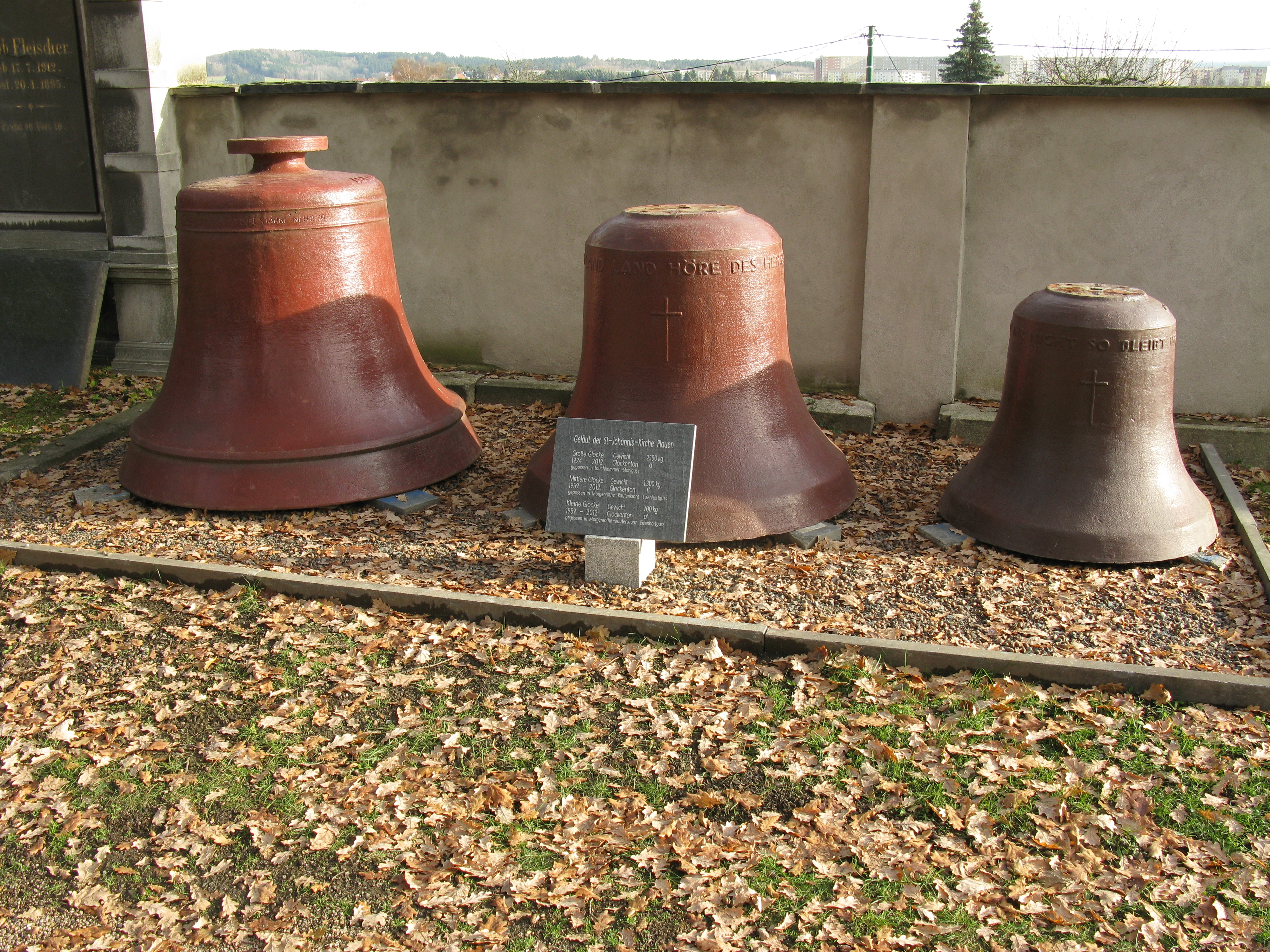
Das 2011 stillgelegte Geläut der Johanniskirche steht mittlerweile auf dem Glockenfriedhof auf Friedhof I

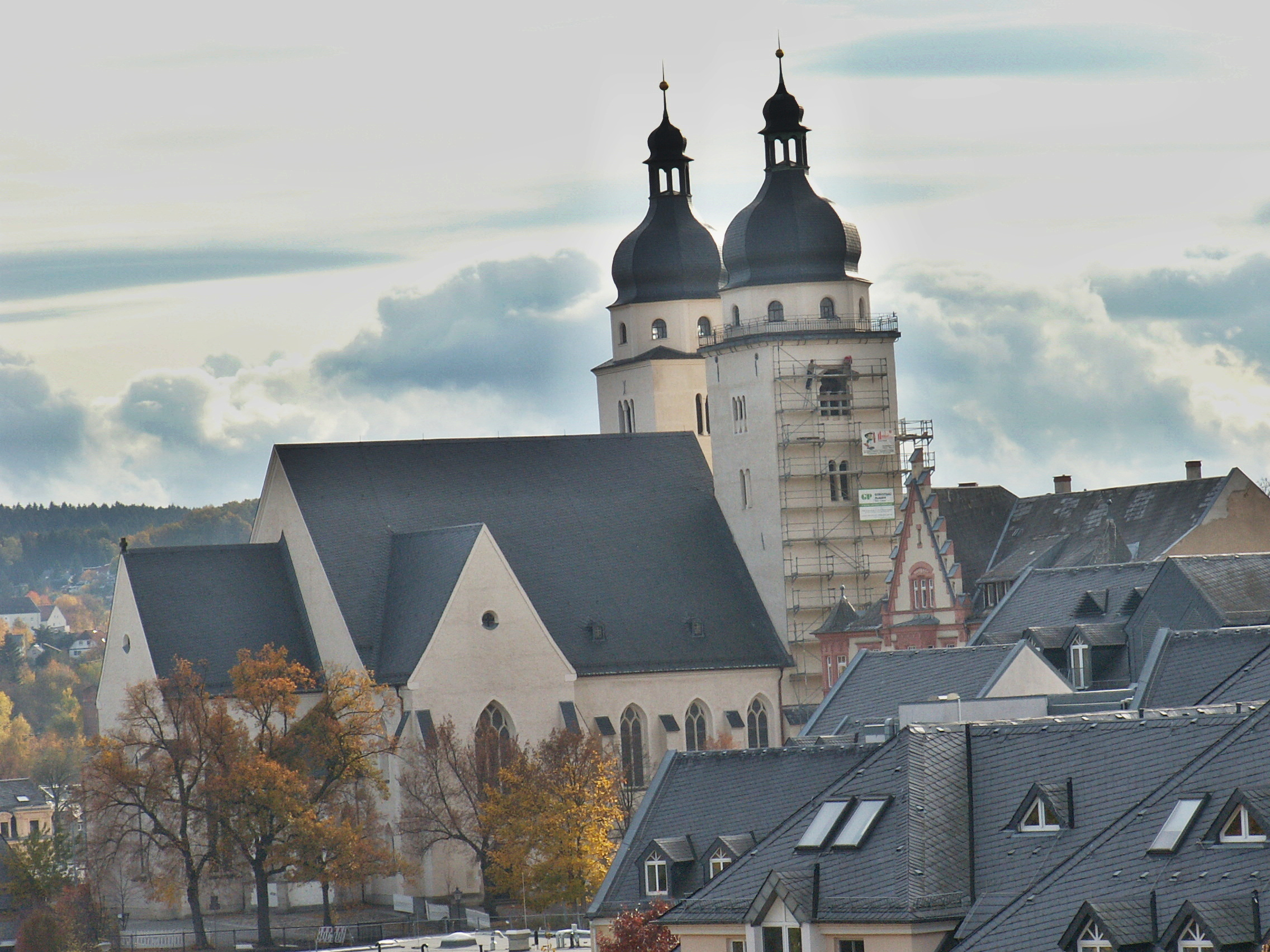
Der Turm wurde zum Einbau der neuen Glocken 2013 geöffnet.

Zu den ersten Glocken der Johanniskirche gibt es keine Überlieferungen. Es wird angenommen, dass bereits bei der Weihe 1122 wenigstens eine kleine Glocke vorhanden war. Spätestens mit dem Bau der zweiten Kirche als romanische Basilika existierten wahrscheinlich mehrere Glocken. Denn eine solche Kirche mit zwei Türmen war ein Prestigeprojekt und wäre ohne Glocken kaum denkbar gewesen.
Am 14. Mai 1548 brach ein Brand aus, bei dem große Teile der Stadt Plauen niederbrannten. Auch die beiden Türme der Johanniskirche brannten aus, wobei die Glocken ebenfalls vernichtet wurden. Ein Jahr später wurden zwei neue Glocken gegossen, wobei vermutlich das Metall der alten wiederverwendet wurde. Nur das Gewicht der größeren Glocke ist mit 80 Zentnern (ca. 4000 kg) überliefert.
In einer Chronik von Fiedler wird von einem weiteren Stadtbrand am 1. Mai 1635 berichtet. Der Brand beschädigte auch die Türme und die Glocken der Johanniskirche. Auf Bitten des Stadtrats schenkte der Kurfürst Johann Georg I. 1638 der Stadt Plauen eine Glocke einschließlich der Transportkosten von Dresden nach Plauen. Diese ursprünglich 1497 gegossene und der Jungfrau Maria gewidmete Glocke wog 18 Zentner (ca. 900 kg) und hatte einen Durchmesser von zwei Ellen.
Nachdem die Türme bis zum Jahr 1644 wieder vollständig aufgebaut waren, sollte auch das Glockenwerk wieder vervollständigt werden. 1649 erging deshalb der Auftrag für den Guss zweier Glocken an die Lothringer Glockengießer Jean de la Paix und Jean Malevet. Der Guss erfolgte auf dem Hof des Eversteinschen Schlosses (heute Malzhaus) aus dem geschmolzenen Metall der 1635 zerstörten Glocken und neuen Sammlungen von Kupfer und Zinn unter Plauener Bürgern. Erst nach mehreren Versuchen gelang am 22. Juni 1649 der erfolgreiche Guss einer großen Glocke mit 50 Zentnern (ca. 2500 kg) Gewicht. Sie erhielt eine deutsche Inschrift und wird als „Glocke 1“ geführt.
Am 16. August des Jahres konnte auch die kleinere Glocke, die „Glocke 2“, mit 30 Zentnern (ca. 1500 kg) Gewicht und einer lateinischen Inschrift fertiggestellt werden. Am 28. September wurden die Glocken in den Turm hochgezogen, so dass sie zum Michaelistag erstmals zum Gottesdienst läuteten. Aus Material, das beim Guss der beiden großen Glocken nicht verbraucht wurde, konnte 1650 eine weitere Glocke hergestellt werden. Diese sogenannte Taufglocke mit dem Schlagton b wiegt 6,64 Zentner (ca. 400 kg) und wurde als einzige im Südturm aufgehängt. Als Letztes kam 1653 eine Feuer- und Sturmglocke dazu. Mit einem Gewicht von 364 ½ Pfund „Leipziger Gewichts“ (ca. 188 kg) war sie die kleinste der fünf Glocken. Sie wurde in der Laterne des Nordturms aufgehängt.
Nach über 100 Jahren bekam die kleinere der 1649 gegossenen Glocken (Glocke 2) einen Riss und musste am 28. Juni 1756 vom Turm geholt werden. Sie wurde vom Hofer Glockengießer Christoph Salomon Graulich umgegossen und bereits am 7. September 1756 wieder aufgehängt. Das Gewicht blieb bei etwa 30 Zentnern. Die Höhe betrug 1,03 m und der Durchmesser 1,34 m. Der Schlagton war es. Am 10. Mai 1763 musste auch die Feuerglocke abgenommen werden, da auch sie gesprungen war. Auch diese Glocke wurde vom Glockengießer Graulich umgegossen. Die neue Glocke, die am 24. Oktober wieder in der Laterne des Nordturms aufgehängt wurde, war mit 422 ½ Pfund „Leipziger Gewichts“ (ca. 218 kg) etwas schwerer als die alte. Im Jahr 1782 erfolgte der Umguss der alten Marienglocke durch die Gebrüder Ulrich aus Apolda. Das obere Schmuckband der neuen Glocke trug die Inschrift „Toutes soneres doit louer le bon dieu a jamais“ (etwa: Aller Klang soll ewig den Lieben Gott rühmen). Der Schlagton der als „Glocke 3“ geführten Glocke war f.
Im März 1906 wurde ein Sprung in der großen, 1649 gegossenen Glocke (Glocke 1) festgestellt. Da eine Reparatur durch Lötung fast genauso teuer war wie ein Umguss, wurde schließlich die Glockengießerei Bierling aus Dresden beauftragt eine neue Glocke zu gießen. Mit dem Neu- bzw. Umguss sollte auch die Aufhängung verändert werden. Da die neue Aufhängung weniger Verschleiß versprach, entschied der Kirchenvorstand, auch die zwei anderen Glocken (Glocke 2 und 3) mit diesem System auszurüsten. So wurden alle drei Glocken mit der Eisenbahn nach Dresden gebracht und am 29. Mai 1907 wieder nach Plauen transportiert. Am 2. Juni 1907 erklang erstmals das neue Geläut in der Disposition b0–es1–f1 zum Gottesdienst.
Im Ersten Weltkrieg mussten Glocken, die nicht als Läuteglocken für den Gottesdienst genutzt wurden, oder als Glocken „mit besonderem geschichtlichem, wissenschaftlichem, künstlerischem oder musikalischem Wert“ galten, zur Metallgewinnung abgegeben werden. Aus dem Geläut der Johanniskirche traf dies auf die 1756 gegossene „Glocke 2“ zu. Als Ersatz diente eine neue aus Stahlguss von 1924 aus der Kunst- und Glockengießerei Lauchhammer. Da die neue Glocke den Schlagton d hat, ändert sich die Disposition zu b0–d1–f1
Im September 1928 installierte Richard König aus Elsterberg eine elektrische Läutemaschine, die am 1. Oktober in Betrieb genommen werden konnte. Im Zuge der Installation wurden auch die Klöppel der Glocken 1 und 3 ausgetauscht. 1938 wurde die Feuerglocke aus der Laterne des Nordturms außer Betrieb genommen und eingelagert.
Im Rahmen der Metallspende des deutschen Volkes mussten im Zweiten Weltkrieg alle verbliebenen Bronzeglocken zunächst erfasst und letztlich abgegeben werden. Im Gegensatz zur Metallsammlung im Ersten Weltkrieg gab es diesmal kaum Ausnahmen. Ende 1942 wurden die Glocken 1 und 3 mit Schweißbrennern zerschnitten und abtransportiert. Auch die Taufglocke aus dem Südturm und die eingelagerte Feuerglocke kamen auf den Glockenfriedhof nach Hamburg. Die beiden letztgenannten entgingen dem Schmelzofen und konnten am 8. Juli 1948 zurück nach Plauen gebracht werden.
Nach dem Krieg gab es Überlegungen, die drei verbliebenen Glocken (die Tauf- und Feuerglocke aus Bronze und die 1924 gegossene Glocke aus Gussstahl) zu einem einheitlichen Geläut umzustimmen. Da die Töne jedoch zu stark differierten, wäre kein sauberes Klangbild entstanden. So erteilte der Kirchenvorstand im Oktober 1958 dem VEB Pressenwerk Morgenröthe-Rautenkranz – einem Kooperationsbetrieb von Schilling & Lattermann – den Auftrag für den Guss zweier Hartgussglocken. Zur Finanzierung der Neuanschaffung verkaufte die Gemeinde die beiden Bronzeglocken an den Friedhof I, wo sie noch heute ihren Dienst tun.
Der Guss der neuen Glocken erfolgte am 9. und 12. Oktober 1959. Die größere hat den Schlagton f1, wiegt 1300 kg und misst 1,46 m im Durchmesser. Sie wird als neue „Glocke 2“ geführt. Die kleinere, als „Glocke 3“ bezeichnete Glocke mit dem Schlagton a1 hat ein Gewicht von 700 kg und einen Durchmesser von 1,13 m.
Zusammen mit der Stahlgussglocke von 1924 (der neuen „Glocke 1“) ergeben die drei Glocken die Disposition d1–f1–a1, einen d-Moll-Dreiklang.
Da alle drei Glocken aus Ersatzmaterial bestehen, das mittlerweile verschlissen war und besonders an den zwei Eisenhartgussglocken Korrosionsstellen aufwies, wurde eine Erneuerung des Geläutes für das 900. Kirchweihjubiläum im Jahr 2022 geplant. Am 14. Oktober 2011 stellten der Glockenverantwortliche der Landeskirche Christian Schumann und Kirchenbaurat Gabriel Püschmann bei einer Untersuchung fest, dass die Schäden größer waren als angenommen. Bei den zwei kleineren Glocken wurden Risse im Glockenjoch festgestellt. Da sich auch bei der großen Glocke Probleme zeigten, wurde das gesamte Geläut umgehend stillgelegt.  Am 14. Oktober 2012 läuteten die drei Glocken letztmals im Turm, wobei für die beiden kleineren Glocken eine Ausnahmegenehmigung erforderlich war. Am 19. November des Jahres wurden sie aus dem Turm entfernt und „zur letzten Ruhe“ zum Friedhof I gebracht.

### Die aktuellen Glocken
Am 21. Juni 2013 wurden in der Glockengießerei Grassmayr in Innsbruck drei neue Glocken aus Bronze gegossen. Die künstlerische Gestaltung der neuen Glocken übernahm nach inhaltlichen Vorgaben des Kirchenvorstandes der Metallkünstler Peter Luban aus Rößnitz. Die Gesamtkosten für Turmsanierung und Glockenguss lagen bei etwa 430.000 Euro. Am 13. Oktober 2013 weihte der damalige sächsische Landesbischof Jochen Bohl die Glocken. Die Installation der Glocken im Turm begann am 15. Oktober 2013, wobei die Heidenauer Glockenläute- und Elektroanlagen GmbH die Läuteanlage mit einem Läuteradantrieb einbaute. Das Unternehmen lieferte auch die Klöppel. Am 27. Oktober 2013 erklangen die neuen Glocken zum ersten Mal zum Gottesdienst.
Die Glocken sind modern gestaltet und sollten ausdrücklich nicht historisierend wirken. Alle drei Glocken haben gemeinsame Gestaltungselemente am Körper: Die Kronen zeigen Engelsköpfe, die bei allen Glocken von Grassmayer angebracht werden. Auf dem Glockenhals steht jeweils der Name der Glocke. Der Mantel ist auf der Vorder- und Rückseite individuell gestaltet und an den Seiten stehen das Gießereizeichen des ausführenden Betriebs sowie der Name des gestaltenden Künstlers. Auf dem Schlagring sind das Gussjahr „A.D. 2013“ und der Name der Kirchengemeinde aufgebracht. Die individuelle Gestaltung des Glockenmantels ist der nachfolgenden Tabelle zu entnehmen.
| Name              | Ewigkeitsglocke                                                                       | Friedensglocke                                            | Lob der Schöpfung                                                                        |
| ----------------- | ------------------------------------------------------------------------------------- | --------------------------------------------------------- | ---------------------------------------------------------------------------------------- |
| Nummer            | 1                                                                                     | 2                                                         | 3                                                                                        |
| Schlagton         | d1                                                                                    | f1                                                        | a1                                                                                       |
| Durchmesser in mm | 1380                                                                                  | 1150                                                      | 990                                                                                      |
| Höhe in mm        | 1110                                                                                  | 927                                                       | 797                                                                                      |
| Masse in kg       | 1634                                                                                  | 953                                                       | 631                                                                                      |
| Symbol vorn       | Taube, die vom Himmel herab kommt                                                     | Christusmonogramm                                         | Jahwe in hebräischen Buchstaben                                                          |
| Inschrift vorn    | HERR, BLEIBE BEI UNS: DENN ES WILL ABEND WERDEN UND DER TAG HAT SICH GENEIGT LK 24,29 | CHRISTUS SPRICHT: MEINEN FRIEDEN GEBE ICH EUCH JOH 14, 27 | DIE HERRLICHKEIT DES HERREN BLEIBE EWIGLICH. DER HERR FREUE SICH SEINER WERKE! PS 104,31 |
| Symbol hinten     | Johannes der Täufer mit Opferlamm                                                     | Symbol für Schwerter zu Pflugscharen                      | Siegeslamm                                                                               |
| Inschrift hinten  | SOLI DEO GLORIA                                                                       | STIFTER STADT PLAUEN SOLI DEO GLORIA                      | STIFTER SERVICE CLUBS PLAUEN SOLI DEO GLORIA                                             |

## Nutzung
Die Kirche wird heute gottesdienstlich von der St.-Johannis-Kirchgemeinde der sächsischen Landeskirche genutzt. Regelmäßig finden Konzerte statt. So wurde 1999 das Musical Jesus Christ Superstar von Andrew Lloyd Webber hier weltweit erstmals in einer Kirche aufgeführt. Auch für zentrale Festveranstaltungen der Stadt wird die Kirche immer wieder genutzt, zum Beispiel für das Festkonzert anlässlich der Einweihung des Wende-Denkmals in der Innenstadt.

## Personen
- Georg Gottfried Wagner (1698–1756), Kantor von 1727 bis 1756